# BTU
La British Thermal Unit (traduït literalment al català, unitat tèrmica britànica), BTU o Btu és una unitat de mesura de l'energia que equival a la quantitat d'energia que cal per a fer pujar la temperatura en un grau Fahrenheit a una lliura d'aigua a pressió atmosfèrica constant.

## Equivalències
- 1 Btu = 252 cal
- 1 Btu = 1054 J
- 1 Btu = 2,5·10-8 tep
- 1 cal = 0'004 Btu
- 1 J = 9'5·10-4 Btu
- 1 tep = 39'68 MBtu
- 12.000 Btu/h = 1 tona de refrigeració = 3.000 frigories/h